# Вибори до Дніпропетровської обласної ради 2010
Вибори до Дніпропетровської обласної ради 2010 — вибори до Дніпропетровської обласної ради, що відбулися 31 жовтня 2010 року. Загалом у виборчому бюлетені по багатомандатному виборчому округу було 39 партій. Вибори пройшли за змішаною системою. Перемогу здобула Партія регіонів. 

## Результати виборів

### Голосування за списки партій
| №  | Партія чи блок                                                 | Голосів «За» | У %   | +/- відсотків у порівнянні з попередніми виборами | Місць |
| -- | -------------------------------------------------------------- | ------------ | ----- | ------------------------------------------------- | ----- |
| 1  | Партія регіонів                                                | 447 727      | 40,53 |                                                   | 39    |
| 2  | Всеукраїнське об'єднання «Батьківщина»                         | 105 466      | 9,55  |                                                   | 9     |
| 3  | Сильна Україна                                                 | 105 157      | 9,52  |                                                   | 9     |
| 4  | Комуністична партія України                                    | 74 668       | 6,76  |                                                   | 7     |
| 5  | Фронт Змін                                                     | 69 513       | 6,29  |                                                   | 6     |
| 6  | Всеукраїнське об'єднання «Громада»                             | 17 721       | 1,60  |                                                   | 0     |
| 7  | Україна майбутнього                                            | 17 043       | 1,54  |                                                   | 0     |
| 8  | Народна партія                                                 | 14 850       | 1,34  |                                                   | 0     |
| 9  | Всеукраїнське об'єднання «Свобода»                             | 11 811       | 1,07  |                                                   | 0     |
| 10 | Громадська сила                                                | 11 181       | 1,01  |                                                   | 0     |
| 11 | Політична партія «Зелені»                                      | 9 696        | 0,88  |                                                   | 0     |
| 12 | УДАР                                                           | 9 364        | 0,85  |                                                   | 0     |
| 13 | «Наша Україна»                                                 | 7 608        | 0,69  |                                                   | 0     |
| 14 | Партія зелених України                                         | 7 526        | 0,68  |                                                   | 0     |
| 15 | Соціалістична партія України                                   | 4 778        | 0,43  |                                                   | 0     |
| 16 | Християнсько-ліберальна партія України                         | 3 905        | 0,35  |                                                   | 0     |
| 17 | Справедливість                                                 | 3 577        | 0,32  |                                                   | 0     |
| 18 | Аграрна партія України                                         | 3 513        | 0,32  |                                                   | 0     |
| 19 | Партія захисників Вітчизни                                     | 2 592        | 0,23  |                                                   | 0     |
| 20 | Християнсько-демократичний союз                                | 2 417        | 0,22  |                                                   | 0     |
| 21 | Прогресивна соціалістична партія України                       | 2 323        | 0,21  |                                                   | 0     |
| 22 | Громадянська позиція                                           | 2 304        | 0,21  |                                                   | 0     |
| 23 | Селянська партія України                                       | 2 256        | 0,20  |                                                   | 0     |
| 24 | Правда                                                         | 2 133        | 0,19  |                                                   | 0     |
| 25 | Конгрес українських націоналістів                              | 1 846        | 0,17  |                                                   | 0     |
| 26 | Громадянська солідарність                                      | 1 781        | 0,16  |                                                   | 0     |
| 27 | Єдиний центр                                                   | 1 778        | 0,16  |                                                   | 0     |
| 28 | Народна влада                                                  | 1 713        | 0,16  |                                                   | 0     |
| 29 | Всеукраїнська політична партія — Екологія та Соціальний захист | 1 569        | 0,14  |                                                   | 0     |
| 30 | Соціал-патріотична асамблея слов'ян                            | 1 280        | 0,12  |                                                   | 0     |
| 31 | Нова політика                                                  | 1 272        | 0,12  |                                                   | 0     |
| 32 | Союз лівих сил                                                 | 1 106        | 0,10  |                                                   | 0     |
| 33 | Демократична партія України                                    | 1 077        | 0,10  |                                                   | 0     |
| 34 | Українська партія                                              | 987          | 0,09  |                                                   | 0     |
| 35 | Українська національна асамблея                                | 819          | 0,07  |                                                   | 0     |
| 36 | Партія правозахисту                                            | 729          | 0,07  |                                                   | 0     |
| 37 | Патріотична партія України                                     | 684          | 0,06  |                                                   | 0     |
| 38 | Нова демократія                                                | 624          | 0,06  |                                                   | 0     |
| 39 | Республіканська партія України                                 | 575          | 0,05  |                                                   | 0     |
|    | Проти всіх                                                     | 113 222      | 10,25 | —                                                 | —     |
|    | Недійсні бюлетені                                              | 34 555       | 3,13  | —                                                 | —     |
|    | В цілому (явка 40,84%)                                         | 1 104 746    | 100%  |                                                   |       |

### Одномандатні округи
| № | Партія              | Здобуто місць |
| - | ------------------- | ------------- |
| 1 | Партія регіонів     | 53            |
| 2 | КПУ                 | 4             |
| 3 | Україна майбутнього | 4             |
| 4 | Сильна Україна      | 3             |
| 6 | Народна партія      | 3             |
| 7 | ВО «Громада»        | 2             |
| 8 | Фронт Змін          | 1             |

### Загальні підсумки здобутих партіями місць

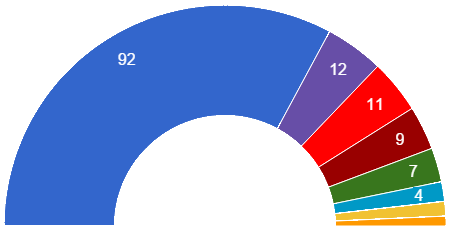
Вибори до Дніпропетровської обласної ради 2010
Партія регіонів
Сильна Україна
КПУ
ВО «Батьківщина»
Фронт Змін
Україна майбутнього
Народна партія
ВО «Громада»

| № | Партія              | Здобуто місць |
| - | ------------------- | ------------- |
| 1 | Партія регіонів     | 92            |
| 2 | Сильна Україна      | 12            |
| 3 | КПУ                 | 11            |
| 4 | ВО «Батьківщина»    | 9             |
| 5 | Фронт Змін          | 7             |
| 6 | Україна майбутнього | 4             |
| 7 | Народна партія      | 3             |
| 8 | ВО «Громада»        | 2             |

## Зовнішні посилання
- Офіційна сторінка Дніпропетровської обласної ради
- Результати голосування у багатомандатному  виборчому окрузі по виборах депутатів Дніпропетровської обласної ради 31 жовтня 2010 року (рішення Дніпропетровської обласної  виборчої комісії №17 від 5 листопада 2010 року) [Архівовано 8 грудня 2015 у Wayback Machine.]
- Сторінка ЦВК України щодо місцевих виборів 2010
- [Архівовано 8 листопада 2010 у Wayback Machine.]
- Підсумки [Архівовано 11 жовтня 2011 у Wayback Machine.]